# Flugunfall bei Columbus (Georgia) 1947
Der Flugunfall bei Columbus (Georgia) 1947 ereignete sich am 22. April 1947. An diesem Tag kollidierten eine auf einem Inlandsflug von Macon nach Columbus befindliche Douglas DC-3 der Delta Air Lines und eine Vultee BT-13 des Tuskegee Aviation Institute miteinander in der Luft, verkeilten sich ineinander und stürzten ab. Bei dem Unfall kamen alle neun Insassen an Bord der beiden Maschinen ums Leben. Für die 1928 gegründete Delta Air Lines war dies der erste Zwischenfall mit Todesopfern.

## Beteiligte Flugzeuge

### Douglas DC-3 der Delta Air Lines
Das beteiligte Passagierflugzeug der Delta Air Lines war eine 1943 während des Zweiten Weltkrieges im Werk der Douglas Aircraft Company in Long Beach, Kalifornien als Militärvariante Douglas DC-3/C-47-DL gebaute Douglas DC-3C mit der Werknummer 9066. Die Maschine wurde nach ihrer Endmontage mit dem militärischen Luftfahrzeugkennzeichen 42-32840 an die United States Army Air Forces (USAAF) ausgeliefert. Nach dem Zweiten Weltkrieg wurde die Maschine durch die USAAF als Überbestand kategorisiert und ausgeflottet. Im Januar 1946 übernahm die Delta Air Lines die Maschine, ließ sie zur Zivilversion DC-3C umbauen und ließ die Maschine mit dem Luftfahrzeugkennzeichen NC49657 wieder zu. Das zweimotorige Mittelstreckenflugzeug wurde von zwei Doppelsternmotoren Pratt & Whitney R-1830-92 Twin Wasp mit je 1.200 PS Leistung angetrieben. Bis zum Zeitpunkt des Unfalls hatte die Maschine eine Gesamtbetriebsleistung von 2.899 Betriebsstunden absolviert.

#### Passagiere und Besatzung
Den Flug mit der Douglas DC-3 der Delta Air Lines hatten sieben Passagiere angetreten, die von dem 48-jährigen Flugkapitän George R. Cushing geflogen wurden. Cushing verfügte über 11.091 Stunden Flugerfahrung, wovon 1.800 Stunden auf die Douglas DC-3 entfielen. Es wurde vermutet, dass sich zum Unfallzeitpunkt der 33-jährige Clayton Berry, der über 47 Stunden Flugerfahrung verfügte, im rechten Pilotensitz befunden hatte. Alle Insassen der DC-3 waren Angehörige der Delta Air Lines und Kapitän Cushing der Vizepräsident der Fluggesellschaft. Die Insassen der Maschine befanden sich auf dem Flug nach Columbus, um einen Vertrag über eine neue Flugroute abzuschließen.

### Vultee BT-13 des Tuskegee Aviation Institute

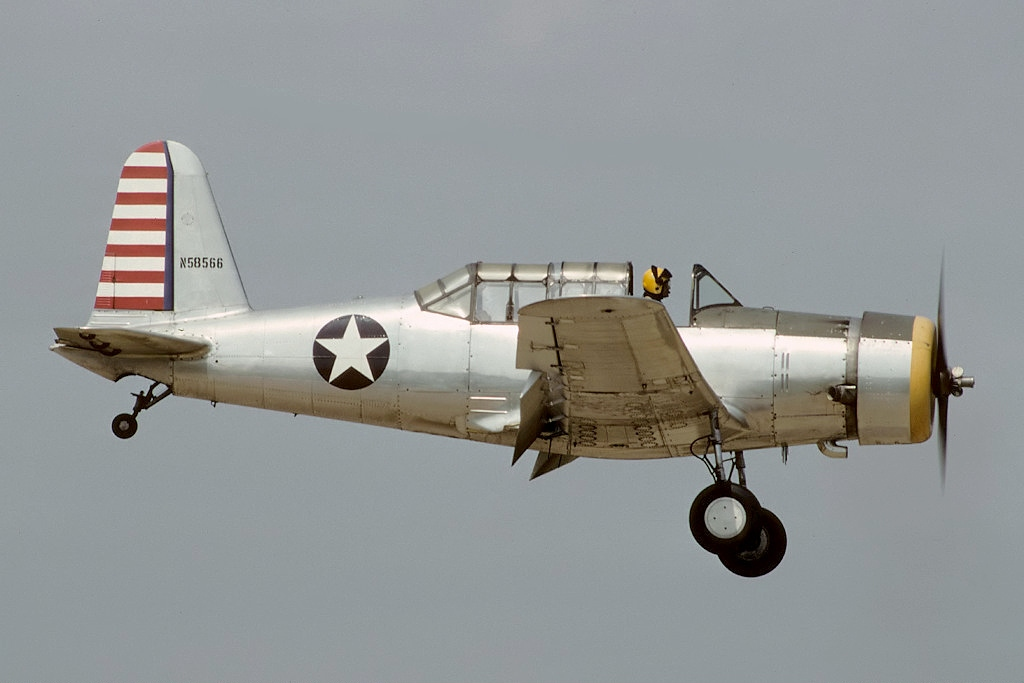
Eine Vultee BT-13

Das zweite beteiligte Flugzeug war eine Vultee BT-13, bei der es sich um ein modifiziertes militärisches Schulungsflugzeug handelte. Die Maschine mit dem Luftfahrzeugkennzeichen NC55312 wurde mit ihren Modifikationen am 20. Mai 1946 beim Tuskegee Aviation Institute zertifiziert und hatte seitdem 100 Betriebsstunden absolviert. 

#### Pilot
Die Vultee wurde durch den 39-jährigen Piloten Joseph C. Fussell gesteuert, der über 2.000 Stunden Flugerfahrung verfügte.

## Unfallhergang
Die DC-3 der Delta Air Lines startete um 10:04 Uhr auf dem Macon Airport. Nach einem routinemäßigen Flug meldete sich der Kapitän um 10:34 Uhr über Columbus. Etwa zur gleichen Zeit erreichte der Pilot der um 10:30 Uhr auf dem Columbus Metropolitan Airport gestarteten Vultee die Umgebung des Columbus Muscogee Airport und näherte sich der Landebahn 05, ohne vorher Platzrunden zu fliegen. Die DC-3 flog hingegen zunächst eineinhalb Platzrunden für die Landung, bis sie der Kapitän ebenfalls für eine Landung auf Landebahn 05 ausrichtete. Die DC-3 befand sich im Endanflug auf den Columbus Muscogee Airport in nur 10 Fuß (ca. 3 Meter) Höhe, als die ebenfalls landende Vultee BT-13 um 10:40 Uhr plötzlich auf ihr aufsetzte. Die Maschinen verkeilten sich ineinander. Während das Gewicht der BT-13 und die Wucht der Kollision die DC-3 nach unten drückte, gab ihr Kapitän Cushing vollen Schub, was dazu führte, dass die beiden Maschinen auf eine Flughöhe von 150 Fuß (ca. 45 Meter) stiegen, ehe es zu einem Strömungsabriss kam. Die beiden weiterhin ineinander verkeilten Maschinen prallten gemeinsam auf und gerieten in Brand. Alle neun Insassen an Bord der beiden Flugzeuge kamen ums Leben.

## Ursache
Das Civil Aeronautics Board übernahm nach dem Unfall die Ermittlungen zur Absturzursache. Die Ermittler stellten die Verantwortung für den Unfall beim Piloten der Vultee fest, zumal dieser es versäumt hatte, beim Anflug auf den Flughafen eine standardmäßige linkswärtige Platzrunde zu fliegen und nach weiterem Flugverkehr Ausschau zu halten.